# Lesser Ury

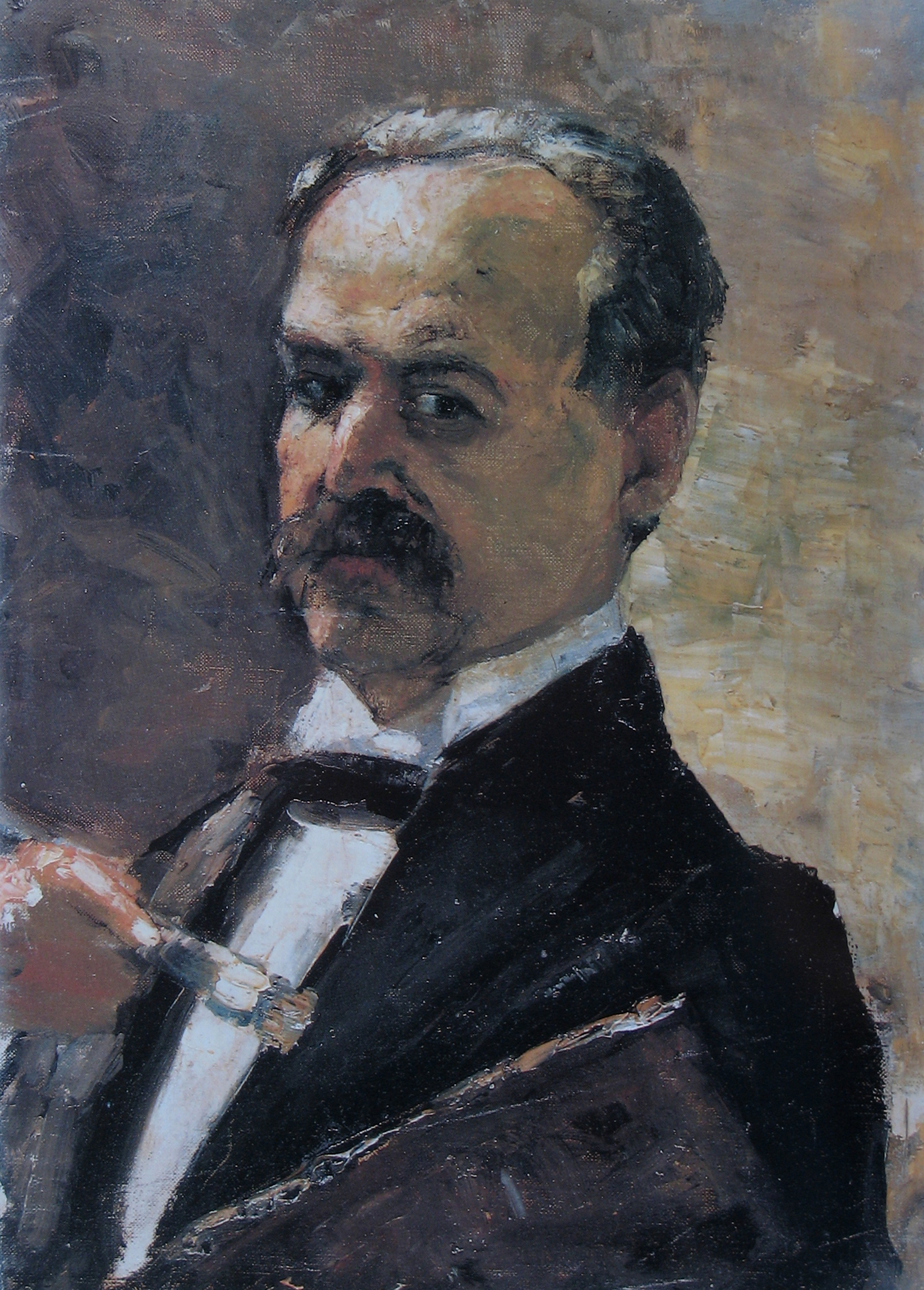
Selbstporträt mit Pinsel und Palette, 1910

Leo Lesser Ury (geb. Leiser Leo Ury; * 7. November 1861 in Birnbaum, Provinz Posen; † 18. Oktober 1931 in Berlin) war ein deutscher Maler und Grafiker der impressionistischen Berliner Secession. Seine Motive waren anfangs Landschaften, Großstadtbilder und Stillleben; in seiner Spätzeit schuf er auch Monumentalbilder mit biblischen Motiven.

## Leben

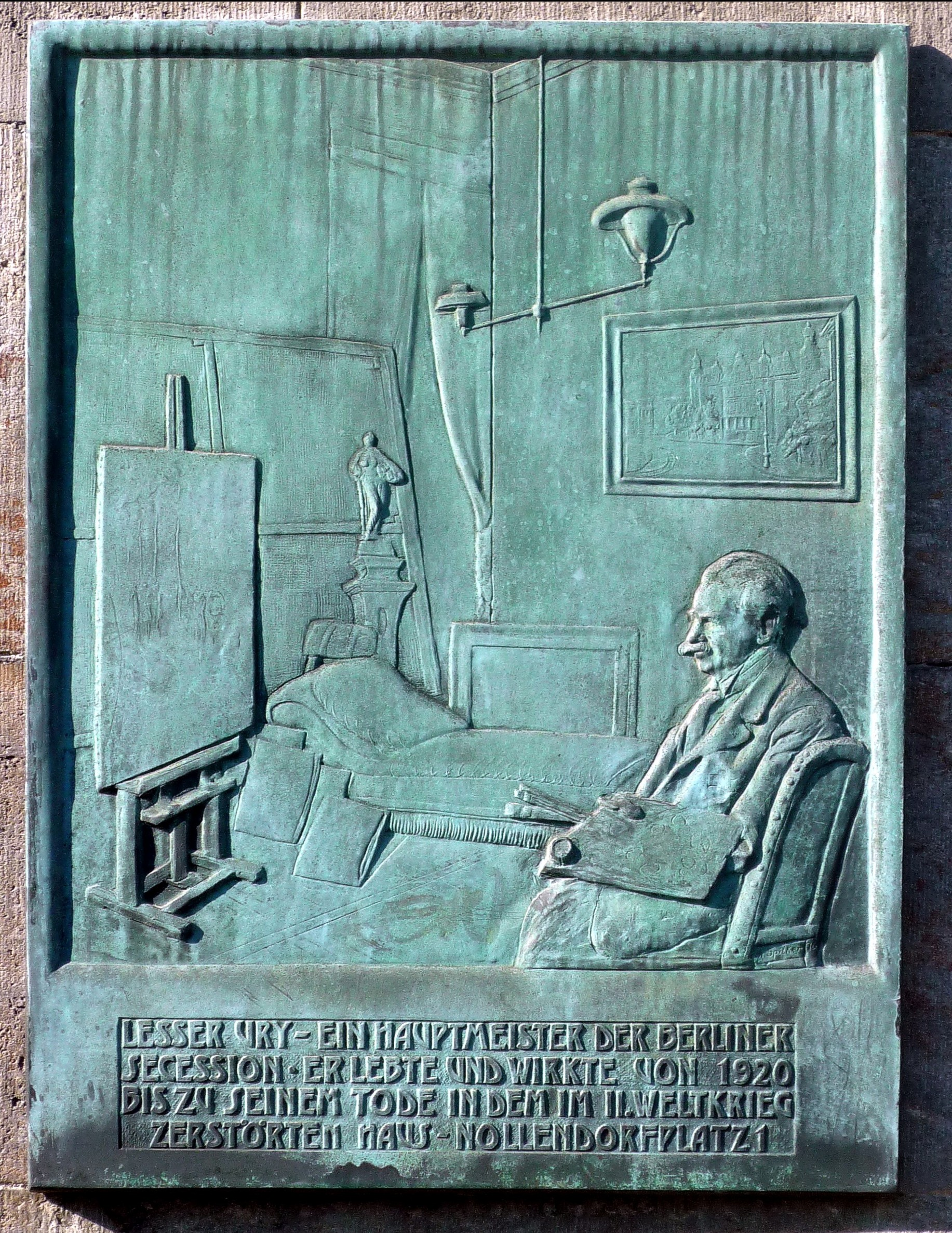
Gedenktafel am U-Bahn-Gebäude Nollendorfplatz, Berlin

Der Sohn eines jüdischen Bäckermeisters kam 1873 nach Berlin. Von 1879 bis 1880 studierte Lesser Ury bei Andreas Müller und Heinrich Lauenstein an der Kunstakademie Düsseldorf Malerei, anschließend in Brüssel. Er sammelte in Paris wertvolle Erfahrungen unter anderen bei Jules-Joseph Lefebvre, erkundete Flandern und München. Dort bewarb er sich erfolgreich an der Akademie der Bildenden Künste, wo er am selben Tag aufgenommen wurde wie Ernst Oppler. Noch vor Oppler zog Ury bereits 1887 nach Berlin. Von 1897 bis 1901 arbeitete er im Atelierhaus Lützowstraße 82 und hatte von 1920 bis zu seinem Tode Atelier und Wohnung am Nollendorfplatz 1 in Berlin-Schöneberg. 1890 hatte Lesser Ury auf Empfehlung von Adolph Menzel den Michael-Beer-Preis erhalten, der mit einem Stipendium der Berliner Akademie der Künste einherging. Dies ermöglichte ihm eine mehrmonatige Reise durch Italien, mit Aufenthalt in der Villa Strohl-Fern in Rom. Lovis Corinth holte Ury an die Berliner Secession. Ein großer Förderer war der Industrielle Carl Schapira.
Ury, als Mensch eher ein Einzelgänger, beschritt auch in der Kunst einen einzelgängerischen Weg, während die Berliner Zeitgenossen Max Liebermann, Max Slevogt und Lovis Corinth gemeinsame künstlerische Interessen verbanden. Vielleicht aus Konkurrenzgründen war Max Liebermann, dem Präsidenten der Akademie und einflussreichen Wortführer der Kunstszene, der zunehmende Bekanntheitsgrad Urys ein Dorn im Auge: Liebermann versuchte mit allen Mitteln, Urys Karriere zu blockieren. Ury konnte erst regelmäßig und erfolgreich in der Berliner Secession ausstellen, als Corinth Nachfolger Liebermanns wurde. Die Feindschaft zwischen Liebermann und Ury ist in zahlreichen Anekdoten überliefert. Einer dieser Geschichten zufolge habe Ury das Gerücht verbreitet, er hätte die Lichteffekte in Liebermanns Gemälde Flachsscheuer in Laren (1887) gemalt. Daraufhin antwortete Liebermann in einem Brief an Maximilian Harden mit dem Bonmot: „Ich würde erst dann den Staatsanwalt anrufen, wenn Herr Ury behauptete, ich hätte seine Bilder gemalt.“
1921 wurde er Ehrenmitglied der Secession. Ury begab sich in diesem Jahrzehnt mehrmals auf Reisen nach London, Paris und in verschiedene deutsche Städte. Von jeder Reise brachte der Künstler jeweils eine Fülle neuer Bilder mit. Kurz nach einer Parisreise 1928 verschlechterte sich der Gesundheitszustand des Malers durch einen Herzanfall zunehmend. Nationalgalerie und Secession wollten das Lebenswerk Urys zu seinem 70. Geburtstag (1931) ehren, drei Wochen vorher starb der Künstler jedoch in seinem Berliner Atelier.
Die Beisetzung Urys fand am 21. Oktober 1931 statt; die Grabrede hielt sein langjähriger Freund, der Rabbiner Joseph Lehmann. Das Ehrengrab von Lesser Ury befindet sich im Feld G 1, Ehrenreihe auf dem Jüdischen Friedhof Berlin-Weißensee. Im Berliner Ortsteil Moabit wurde 1979 eine Straße nach ihm benannt (Lesser-Ury-Weg).

## Werk
Zu den bevorzugten Motiven Lesser Urys gehörten die für ihn typischen Kaffeehaus- und Straßenszenen sowie die durch meisterhafte Luft- und Lichtspiegelungen inszenierten Landschaften. Darüber hinaus hat er Blumenbilder, Stillleben und in seinem späteren Werk monumentale Historiengemälde mit Motiven biblischen Ursprungs geschaffen.

### Berliner Großstadtszenen
Nach Jahren der künstlerischen Ausbildung in Düsseldorf, Brüssel, Paris und München ließ sich Lesser Ury 1887 endgültig in Berlin nieder. Die Faszination für das großstädtische Leben war bereits während seines Aufenthalts in Paris geweckt worden. Vor allem aber für die Weltstadt Berlin empfand Ury ab dem ersten Moment eine ganz besondere Sympathie. Dies schlug sich so sehr in seiner Kunst nieder, dass er zu seinem 60. Geburtstag vom Oberbürgermeister Berlins als „künstlerischer Verherrlicher der Reichshauptstadt“ geehrt wurde.
In der pulsierenden, sich rasant entwickelnden Metropole an der Spree fand Ury bunt belebte Boulevards, strahlende Kaffeehäuser und das hektische Treiben unzähliger Passanten. Das moderne urbane Leben, wie es sich auch nachts in die von Gaslaternen, später von elektrischem Licht erhellten Straßen ergoss, lieferte dem Maler eine Fülle faszinierender Motive. Bei Lesser Ury sind Straße und Café Schauplätze zufälliger Begegnungen. In seinen atmosphärischen Szenerien bewegen sich elegant gekleidete Herren mit Zylinder und Stock, junge Damen mit modischem Hütchen und langen, mit Pelzkragen besetzten Mänteln, warten Passanten auf Pferdedroschken oder überqueren eilends regennasse Fahrbahnen. Warmes Licht aus den Schaufenstern der Läden oder Kaffees verwischt sich mit flüchtigen Schatten schemenhaft wiedergegebener Häuserschluchten.
Stadtbewohner, Flaneure und Reisende aus aller Welt inspirierten ihn zu seinen unkonventionellen, mit dunkler Farbpalette ausgeführten Kompositionen. Seine durch neue optische Eindrücke inspirierten stimmungsvollen Großstadtbilder veränderten nicht zuletzt bekannte Sehgewohnheiten. Daher mag es nicht verwundern, dass die heute zu den größten Meisterwerken der deutschen impressionistischen Malerei zählenden Straßenszenen Urys damaliges Publikum irritierten oder zuweilen sogar verstörten.
Galerie (Auswahl):

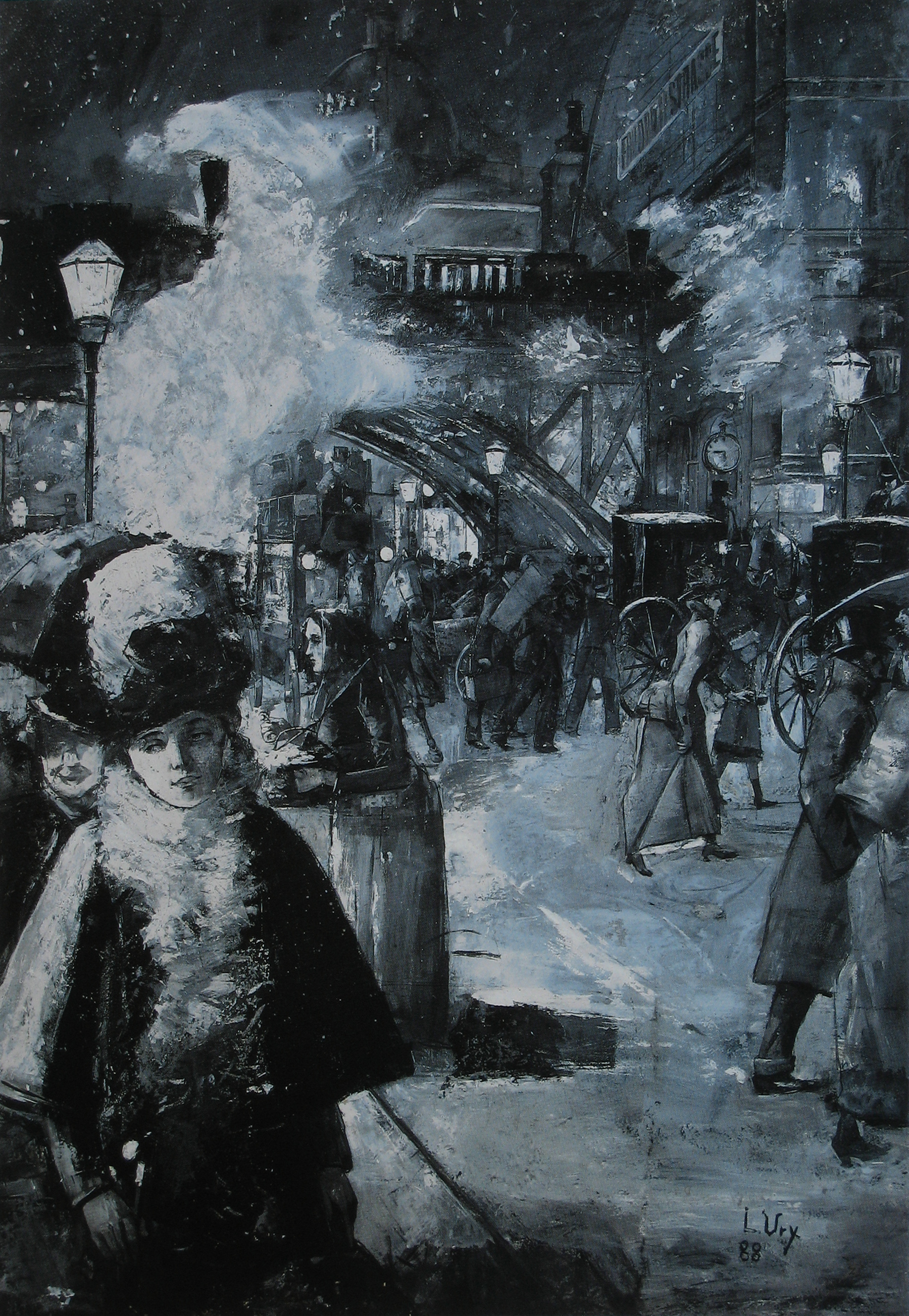
Am Bahnhof Friedrichstraße, 1888, Deckfarben (Grisaille) auf weißem Velin, 65,5 × 46,8 cm
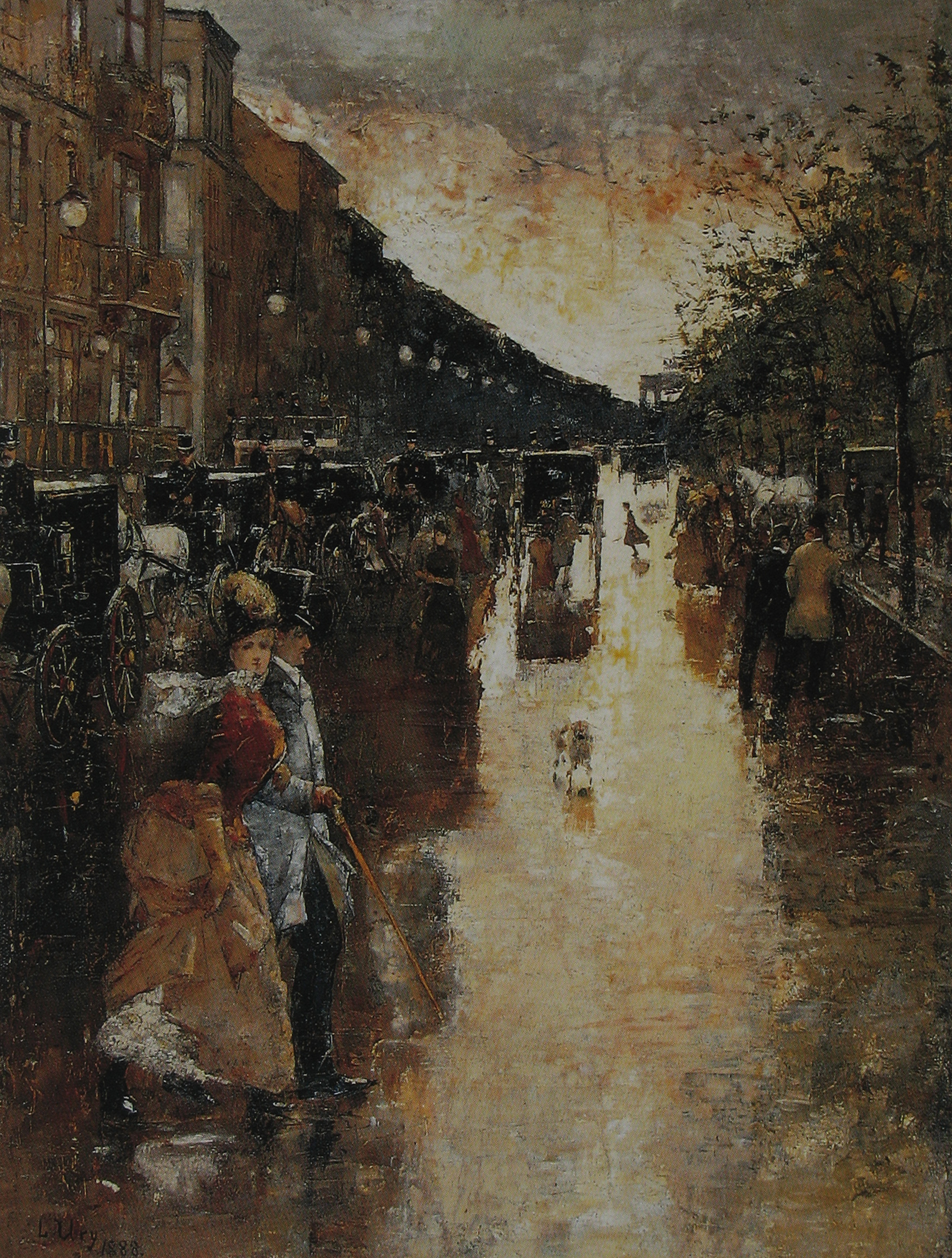
Unter den Linden nach dem Regen, 1888, Öl auf Leinwand, 32,2 × 26,1 cm
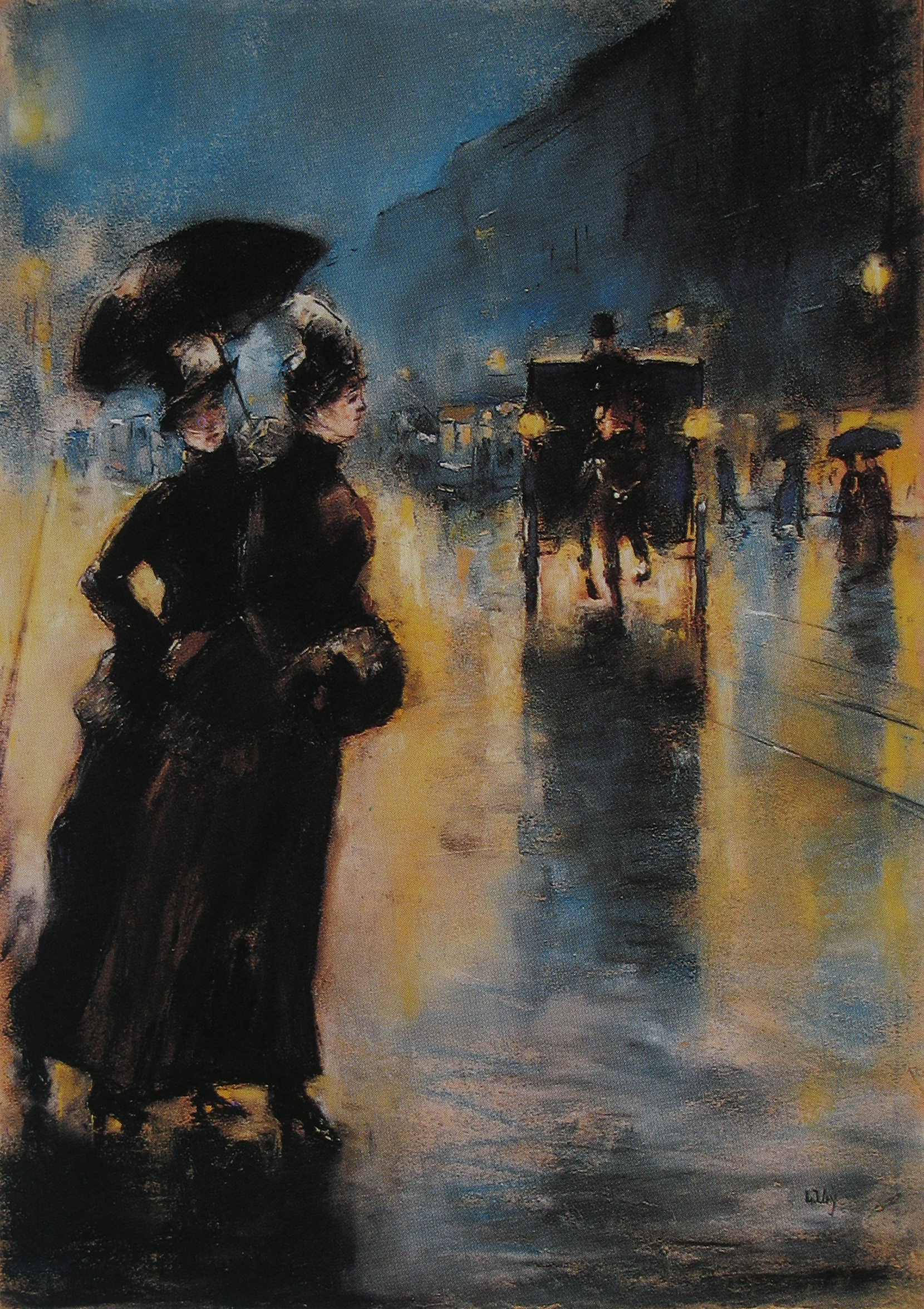
Nachtbeleuchtung in Berlin, 1889, Pastell auf Pappe, 51,5 × 37 cm
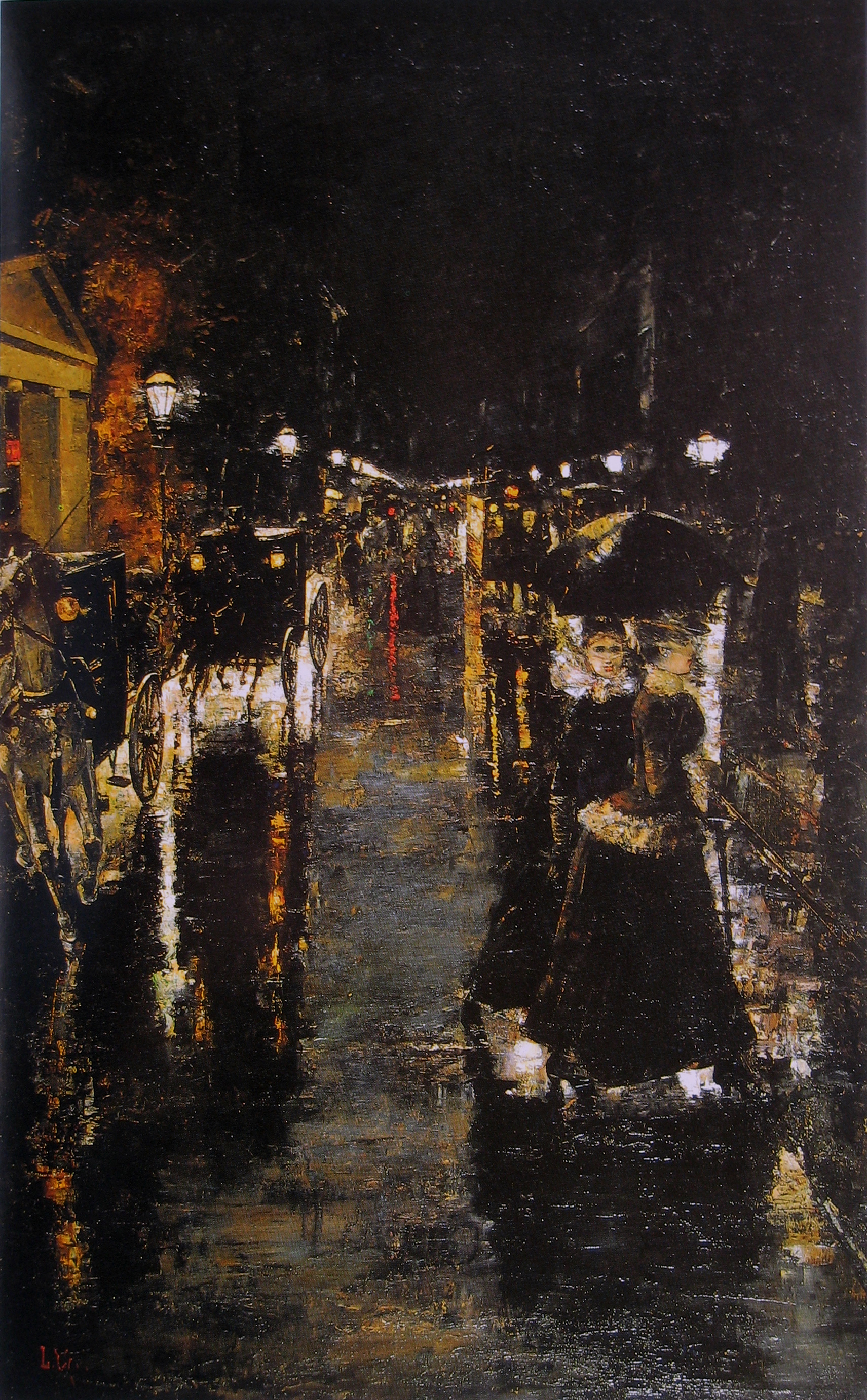
Leipziger Straße, 1889, Öl auf Leinwand, 107 × 68 cm (Berlinische Galerie)
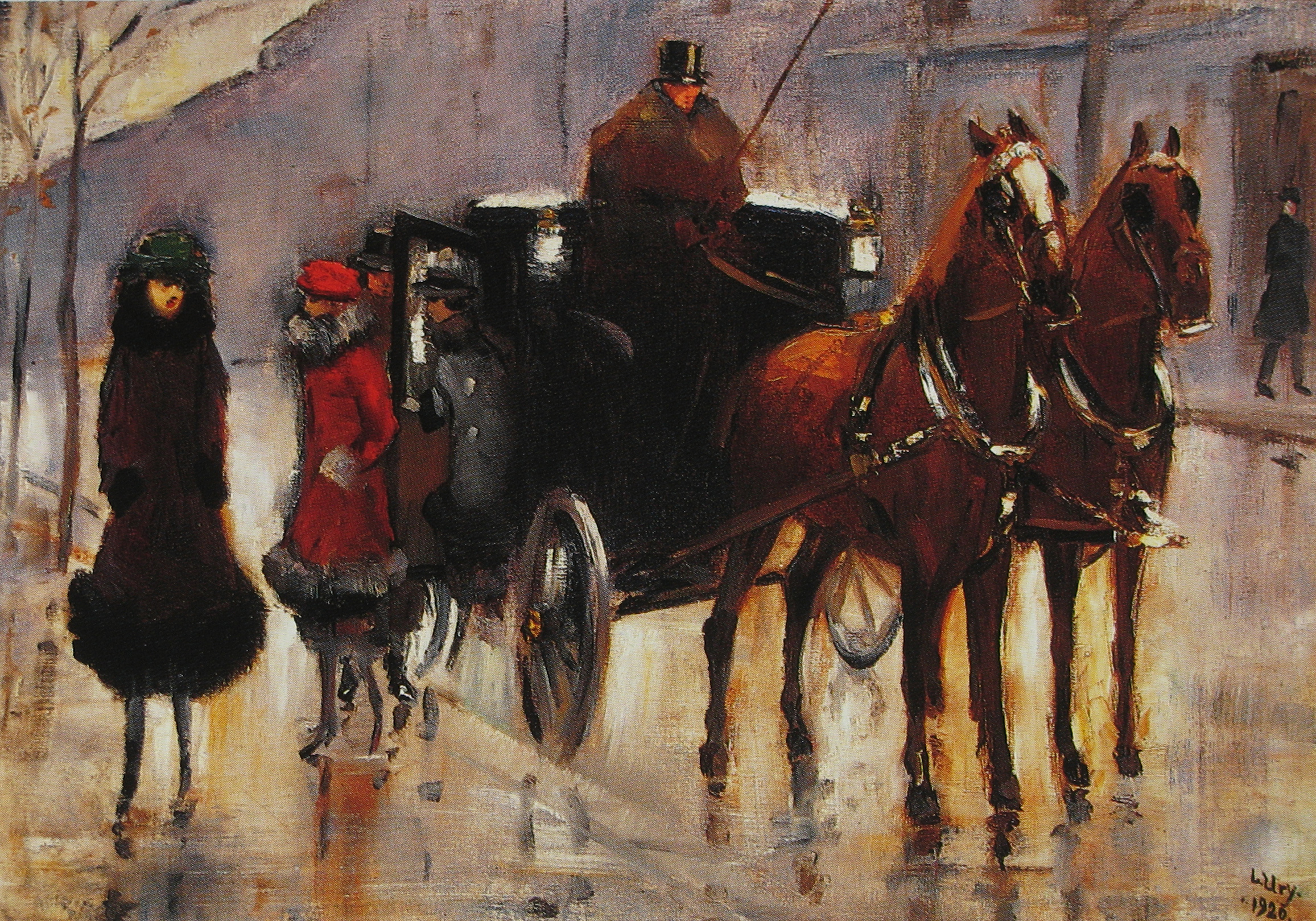
Damen, einer Droschke entsteigend, 1920, Öl auf Leinwand, 49 × 69,5 cm
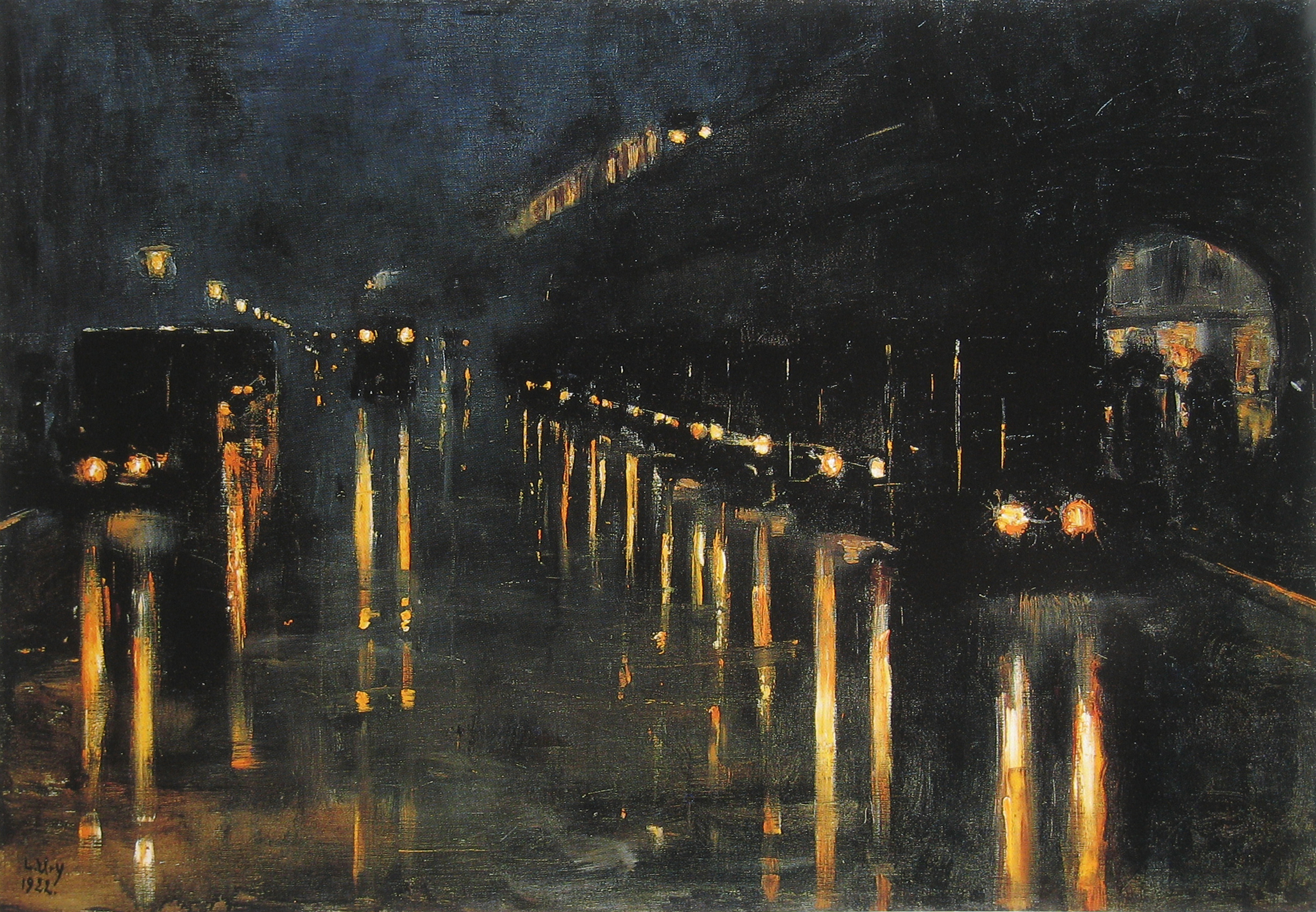
Hochbahnhof Bülowstraße, 1922, Öl auf Leinwand, 70,5 × 105 cm
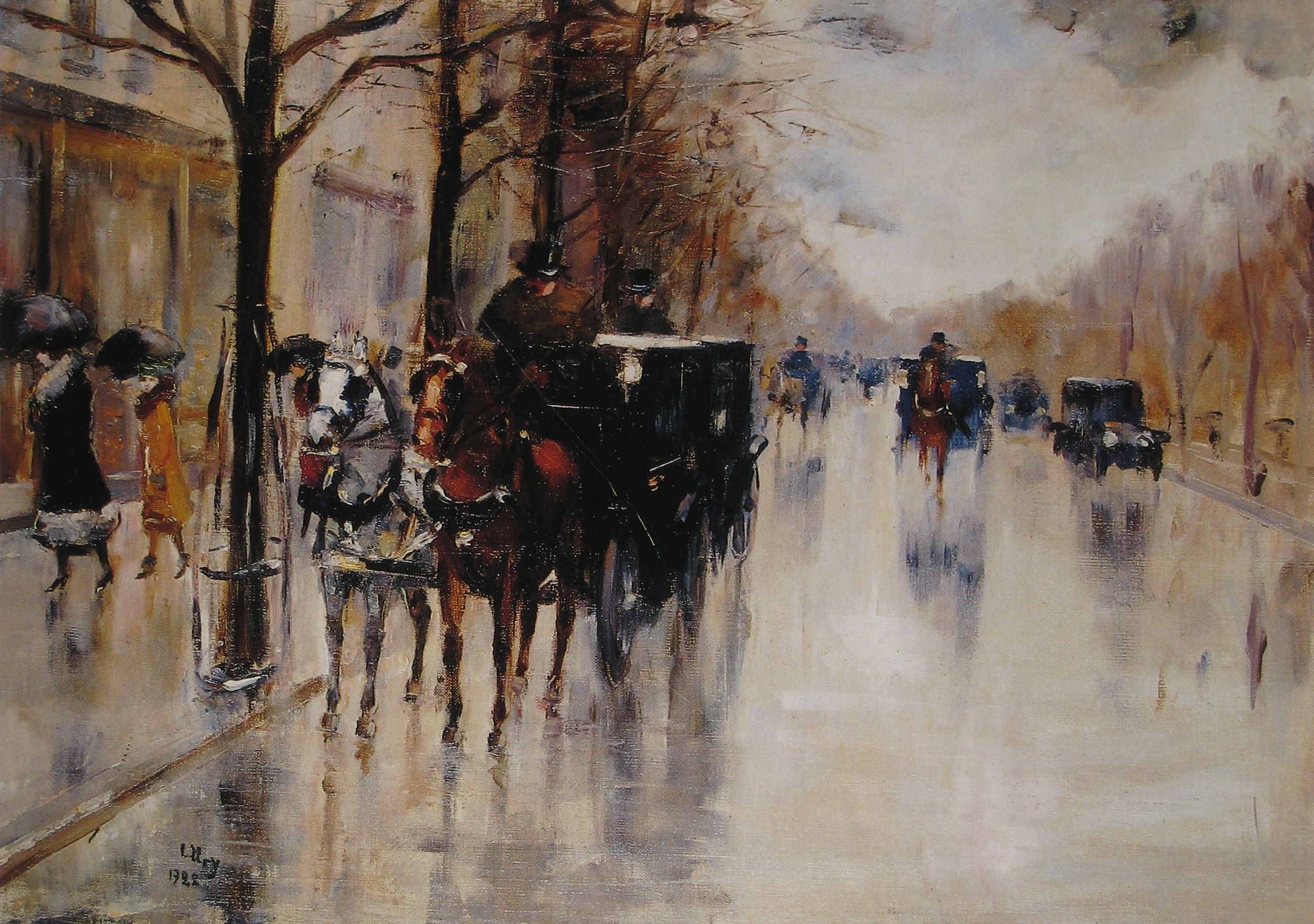
Unter den Linden, 1922, Öl auf Leinwand, 50 × 70 cm (Bundespräsidialamt)
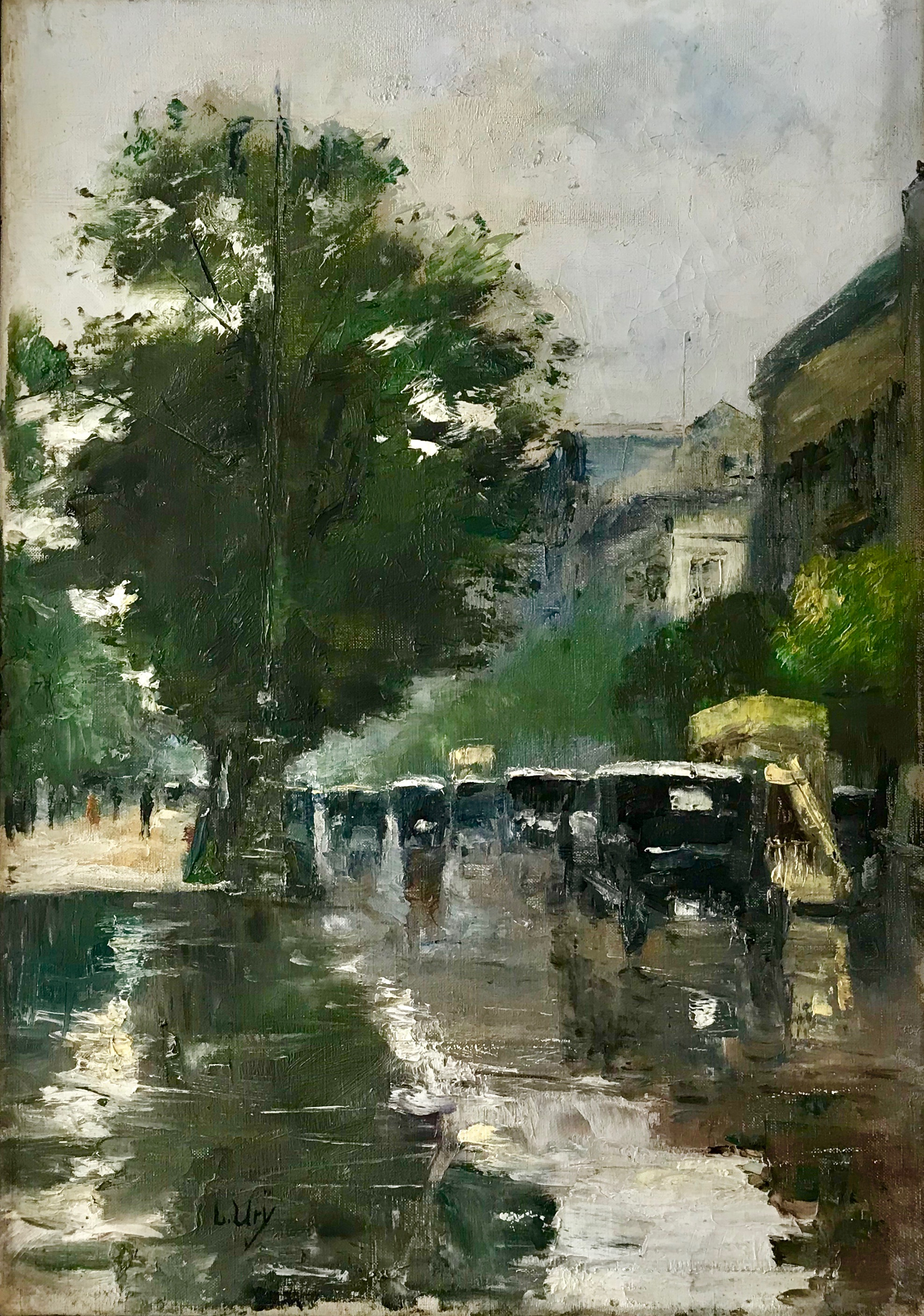
Lesser Ury, Hotel Adlon, 1925, Öl auf Leinwand, 50,5 × 35,5 cm (Privatbesitz)
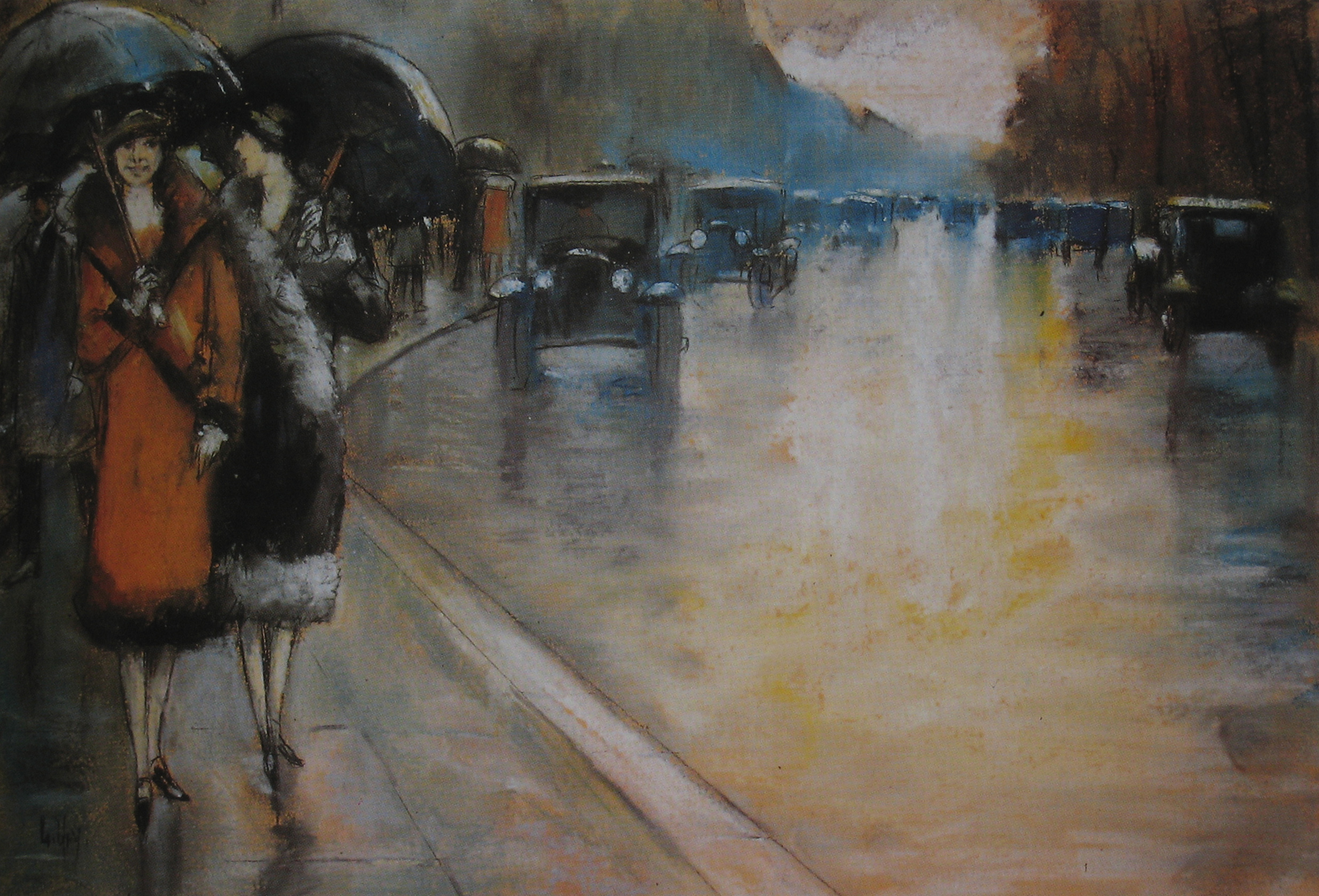
Berliner Straße im Regen, um 1925, Pastell auf Pappe, 35,5 × 49 cm
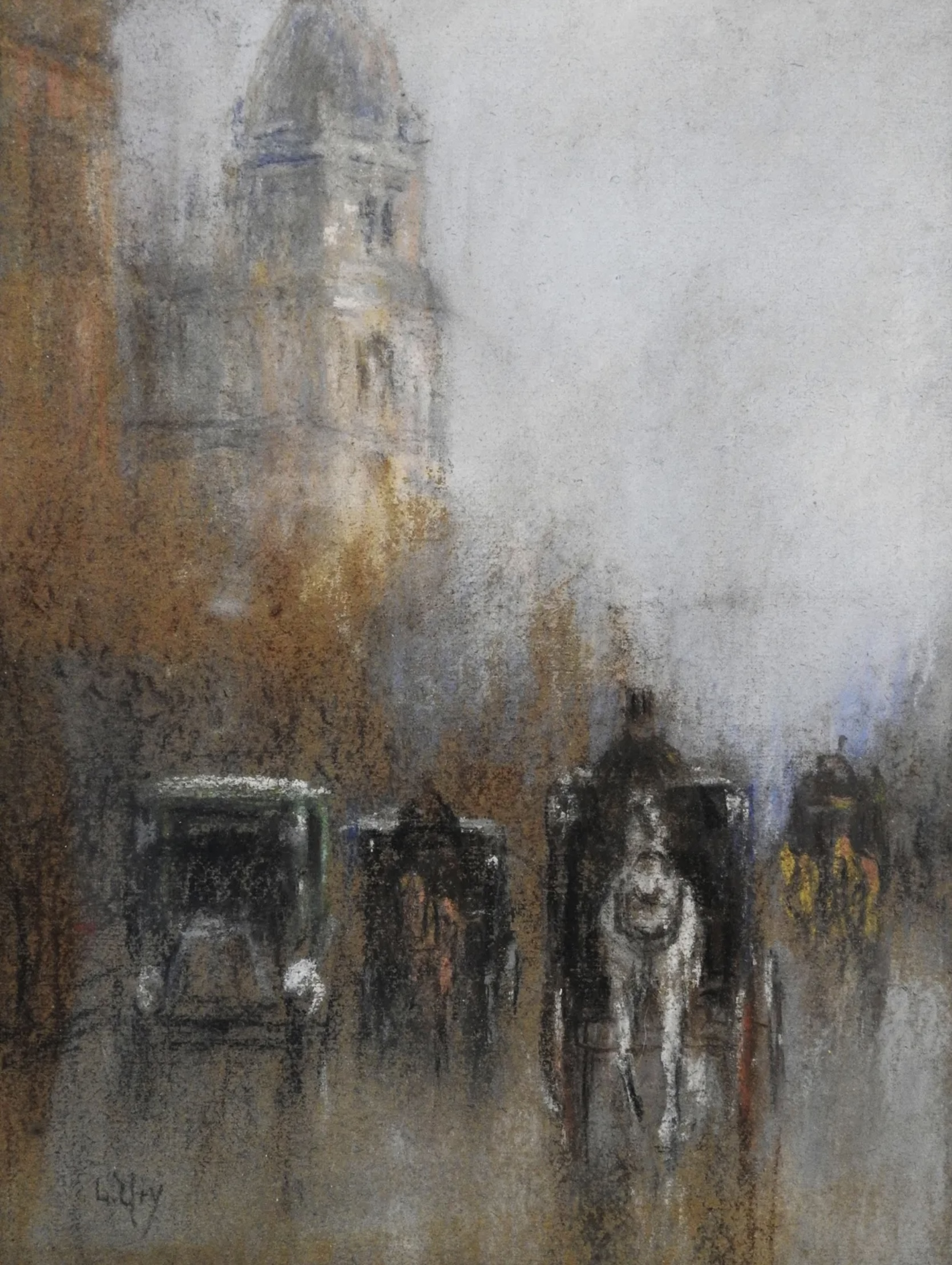
Straßenszene im Nebel vor dem Berliner Dom
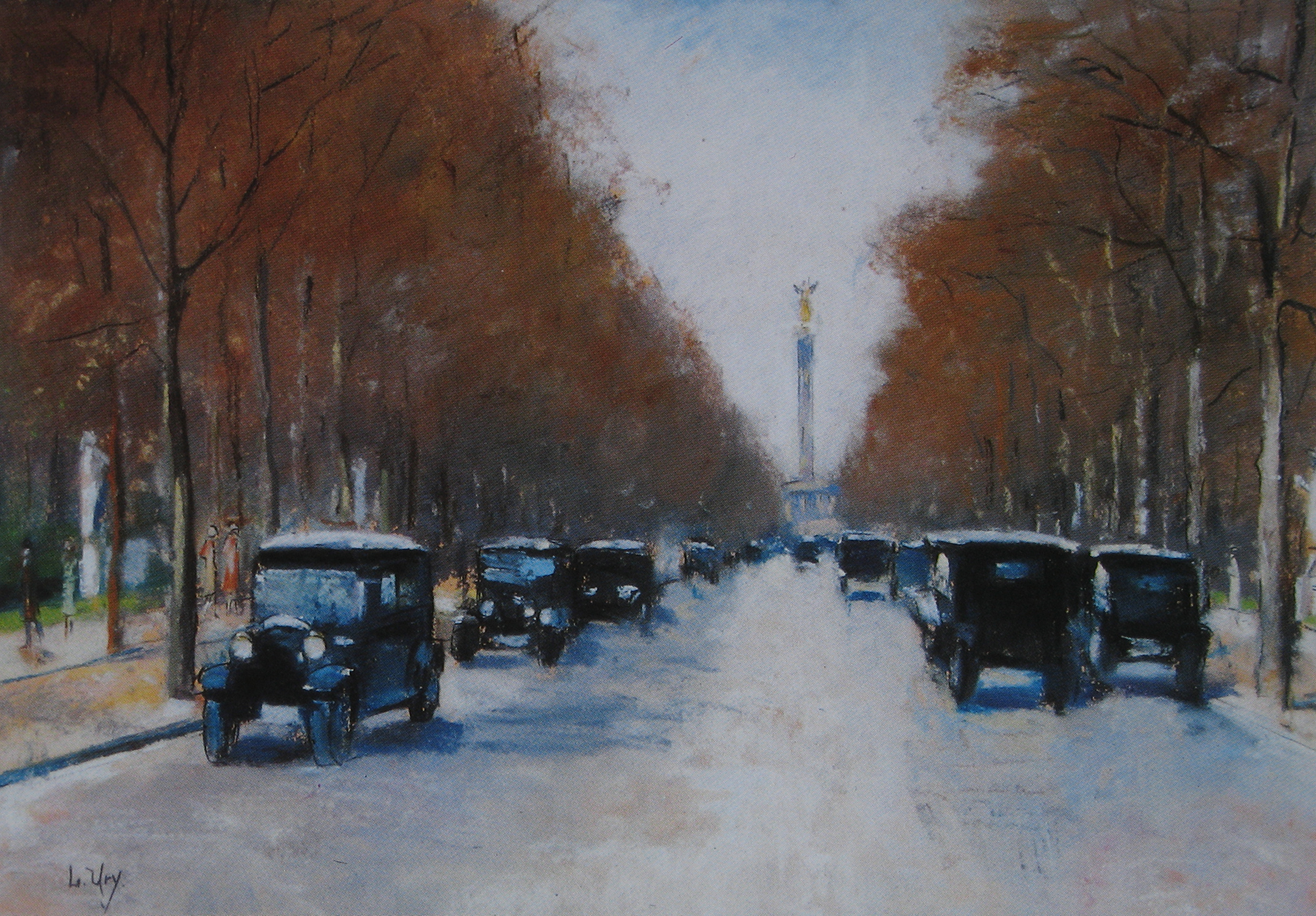
Tiergartenallee mit Siegessäule, 1925, Pastell auf Pappe, 33,5 × 49 cm
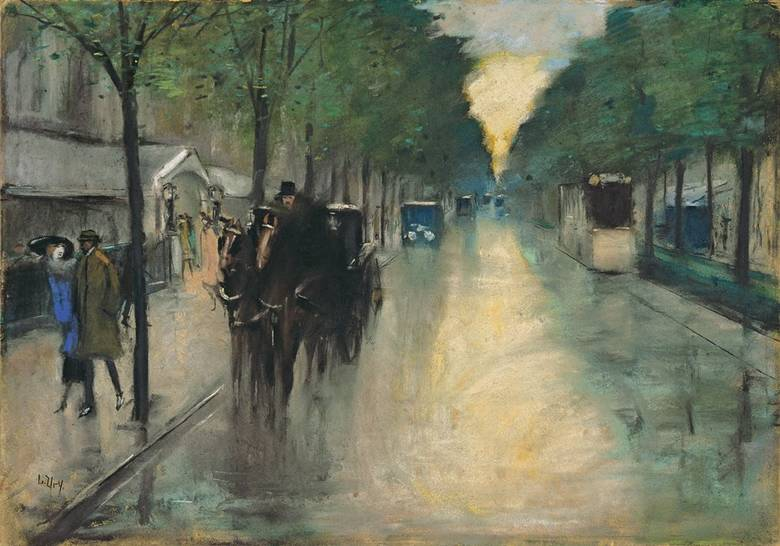
In den Zelten (Berlin-Tiergarten), 1920er Jahre, Pastell auf Pappe. 36,1 × 50,7 cm
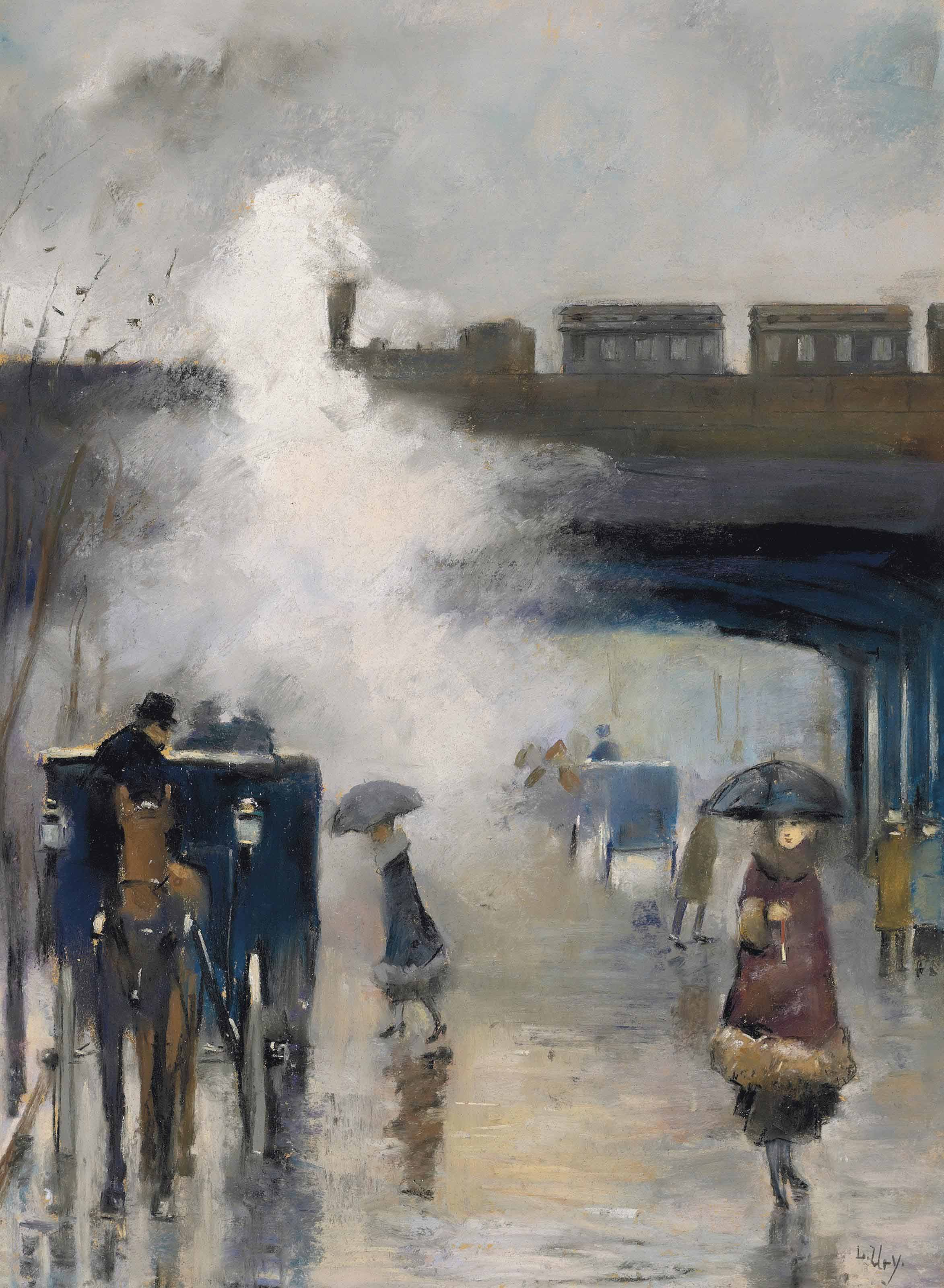
Straßenszene am Alexanderplatz, Berlin

Ohne Abbildung:
- 1889: Potsdamer Platz
- 1897: Blick auf den Grunewaldsee
- 1902: Blick über den Nollendorfplatz
- 1900: Berlin bei Nacht
- 1908: Berliner Allee nach dem Regen mit Kutsche und Straßenbahn
- 1909: Sonnenuntergang über dem Grunewaldsee (75 × 107 cm, Privatsammlung)
- 1920: Straße in Tiergarten
- 1925: Unter den Linden mit Brandenburger Tor
- 1926: Brandenburger Tor, vom Potsdamer Platz aus gesehen

### Kaffeehausszenen
Lesser Ury ist nicht zuletzt bekannt durch seine Berliner Kaffeehausszenen, in denen er meisterhaft die Stimmung der modernen Metropole einzufangen vermochte. In Berlin gab es drei große Cafés im Stil der Wiener Kaffeehäuser, die sehr schnell zu einem der wichtigsten Treffpunkte der feineren Gesellschaft, der Künstler und Intellektuellen, der Aristokraten aus dem Umkreis des kaiserlichen Hofes und der zahlreichen Berlin-Besucher aus aller Welt avancierten: das Café Josty, das Café Victoria sowie das Café Bauer.
Dank eines eigenen Generators, den Werner von Siemens entwickelt hatte, bot das Café Bauer seinen Gästen bereits 1884 elektrisches Licht und stand damit an der Spitze der Elektrifizierung des bis dahin noch weitgehend mit Gas beleuchteten Berlins. 1877 vom Wiener Mathias Bauer auf der Prachtstraße Unter den Linden 26, Ecke Friedrichstraße eröffnet, stand das Lokal wie kein anderes in der Stadt für ein neues mondänes Lebensgefühl, das nachhaltigen Eindruck auf das gesellschaftliche Leben der aufstrebenden Metropole ausübte. Nicht nur in der Verwendung der Elektrizität war das Café Bauer Avantgarde. Auch andere technische Finessen sowie die prächtige Inneneinrichtung, mit denen das Gebäude ausgestattet war, suchten in der damaligen Zeit ihresgleichen und offenbarten einen in Berlin bis dahin ungesehenen Luxus.
Wenngleich Lesser Ury alle drei Kaffeehäuser der Stadt kannte und besuchte, mag es nicht verwundern, dass er das Café Bauer am meisten frequentierte und dies sich unter den Kaffeehausszenen des Künstlers wiederholt dargestellt findet. Zudem brachte Edvard Munch hier mit flüchtigem Strich die Gestalt Adolph Menzels aufs Papier. Franz Skarbina verewigte in einem Gemälde die elektrische Beleuchtung. In Lesser Urys Arbeiten, die meist in der Blütezeit der Cafés zwischen 1890 und 1910 entstanden, sind oftmals feine Damen und Herren mit Zylinder oder rauchende Männer, in ihre Zeitung vertieft, abgebildet. Ury wählte das Motiv des Zeitungslesers nicht zufällig, denn dank der elektrischen Beleuchtung des Kaffeehauses konnten die Gäste auch zu später Stunde bequem ihre Zeitungen lesen. Und die Vielfalt der täglich bis zu 600 im Café Bauer angebotenen Zeitungen, Wochenschriften und Broschüren aus der ganzen Welt galt als weithin unübertroffen: darunter klassische Tageszeitungen wie der New York Herald oder die Vossische Zeitung, exotische Blätter wie die Illustrated Australian News oder die Tokioter Nichi Nichi Schimbun.
Galerie (Auswahl):

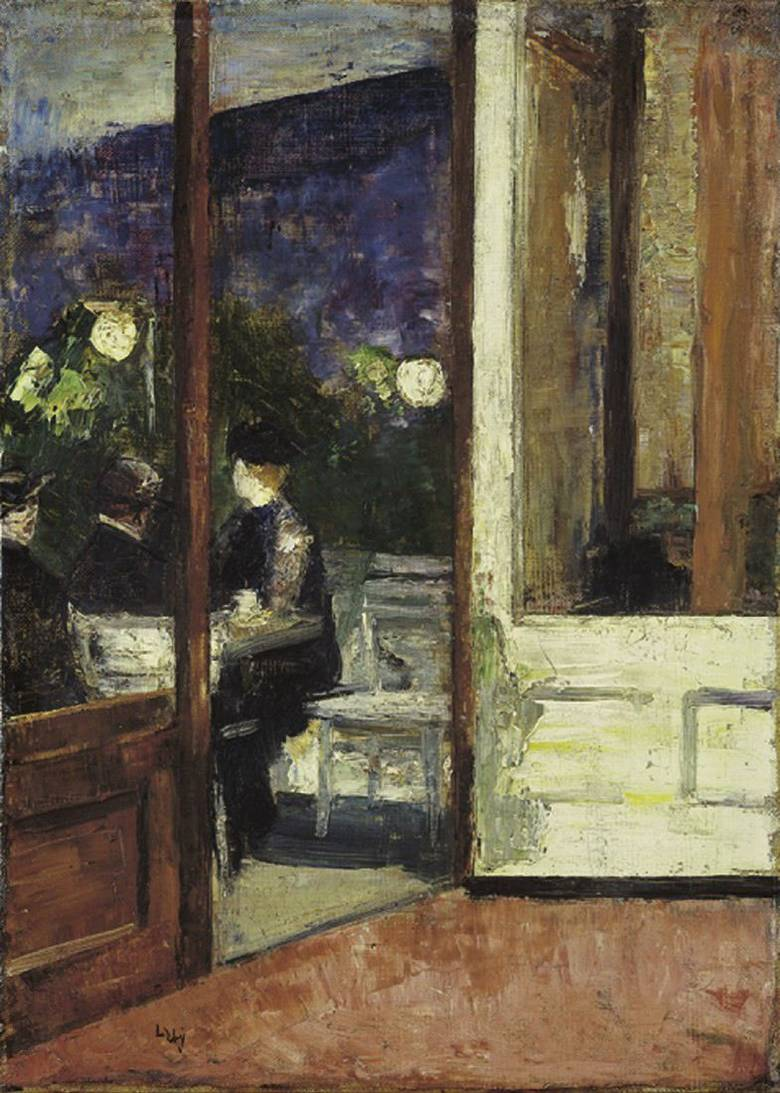
Café Bauer, 1889, Öl auf Leinwand, 35 × 25 cm
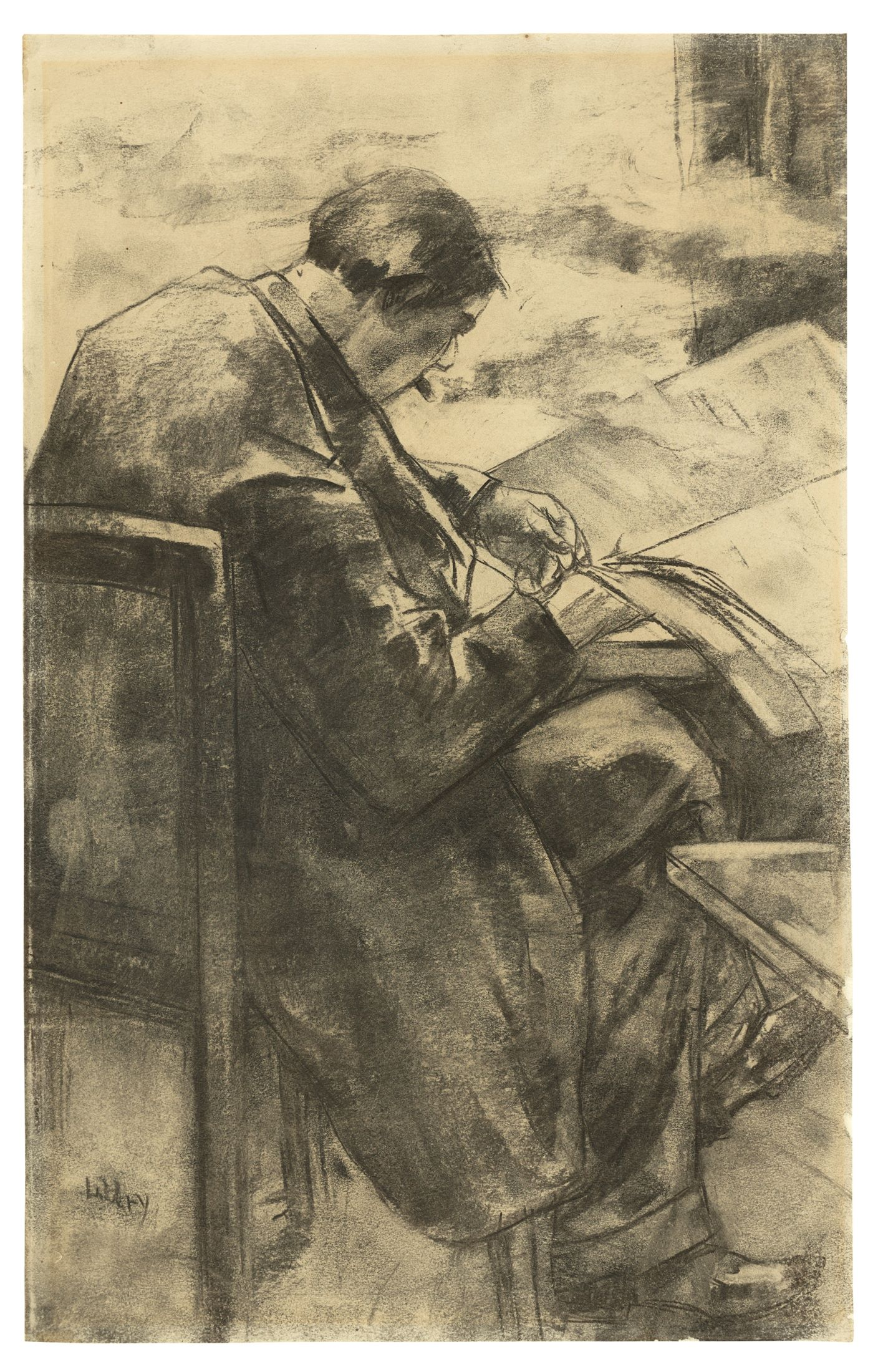
Zeitungsleser im Café, 1890, Kohle auf Papier, 49 × 31 cm, (Privatbesitz)
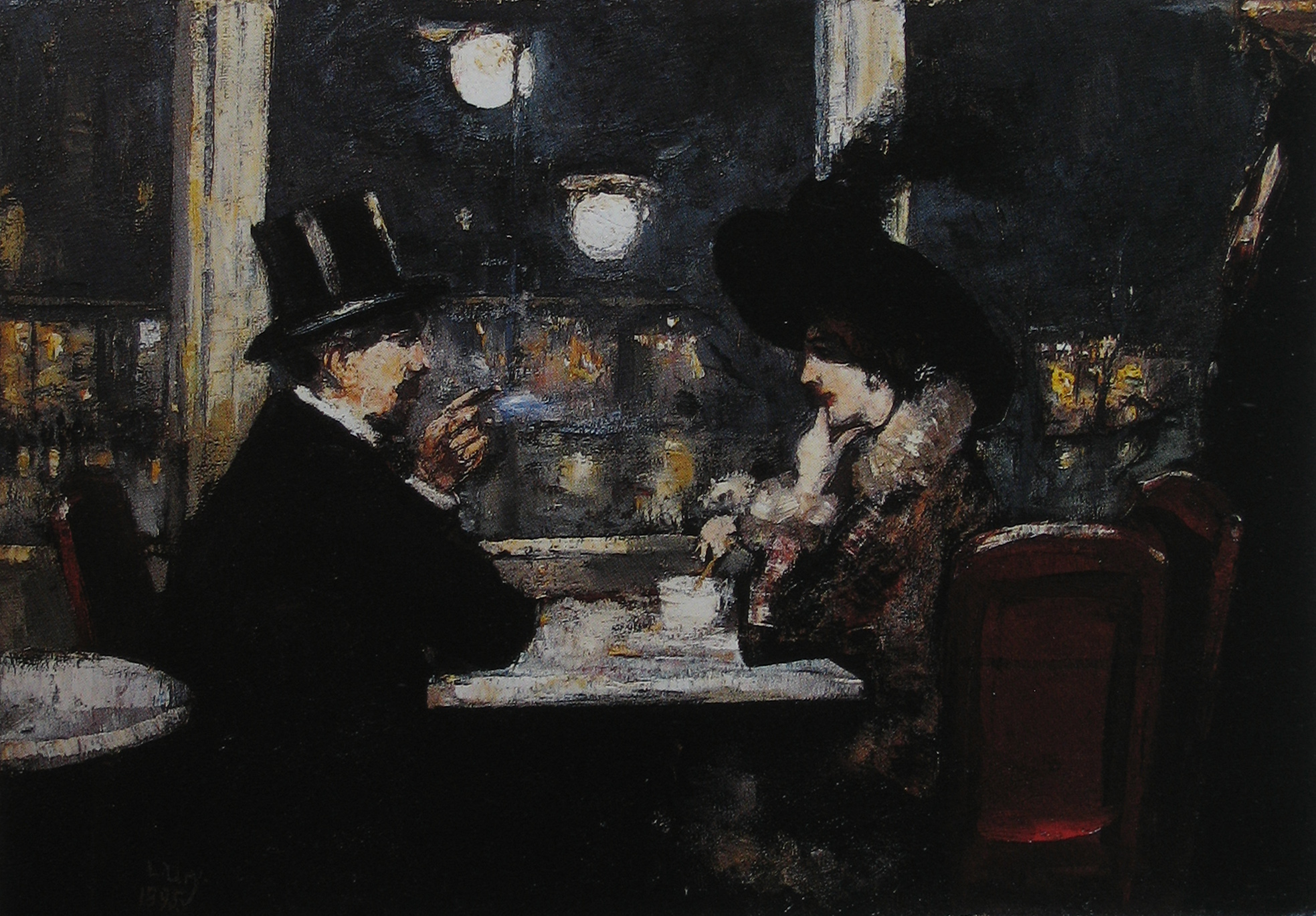
Im Café Bauer, 1895, Öl auf Leinwand, 32 × 45,5 cm
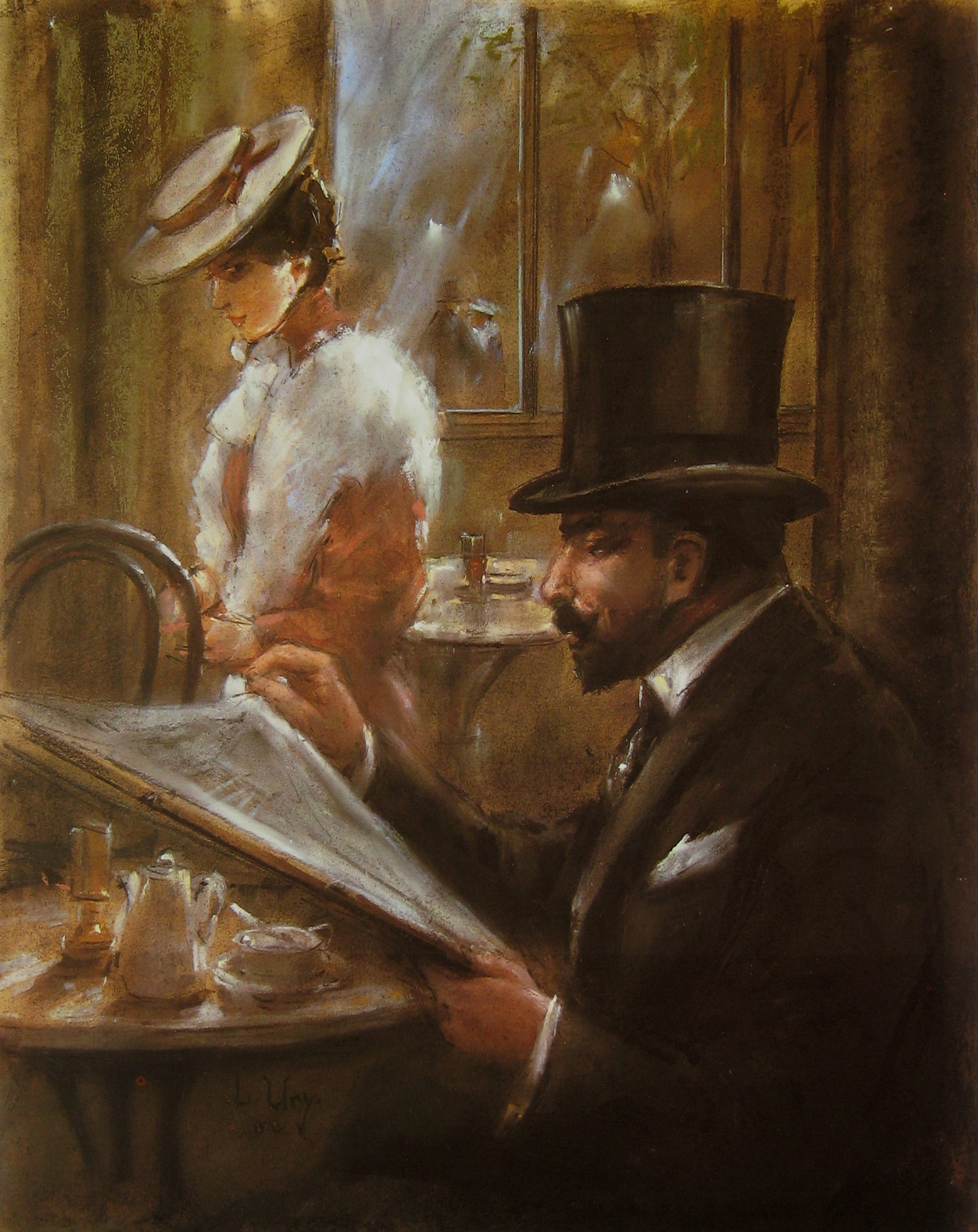
Im Café Bauer, 1898, Pastel auf Karton
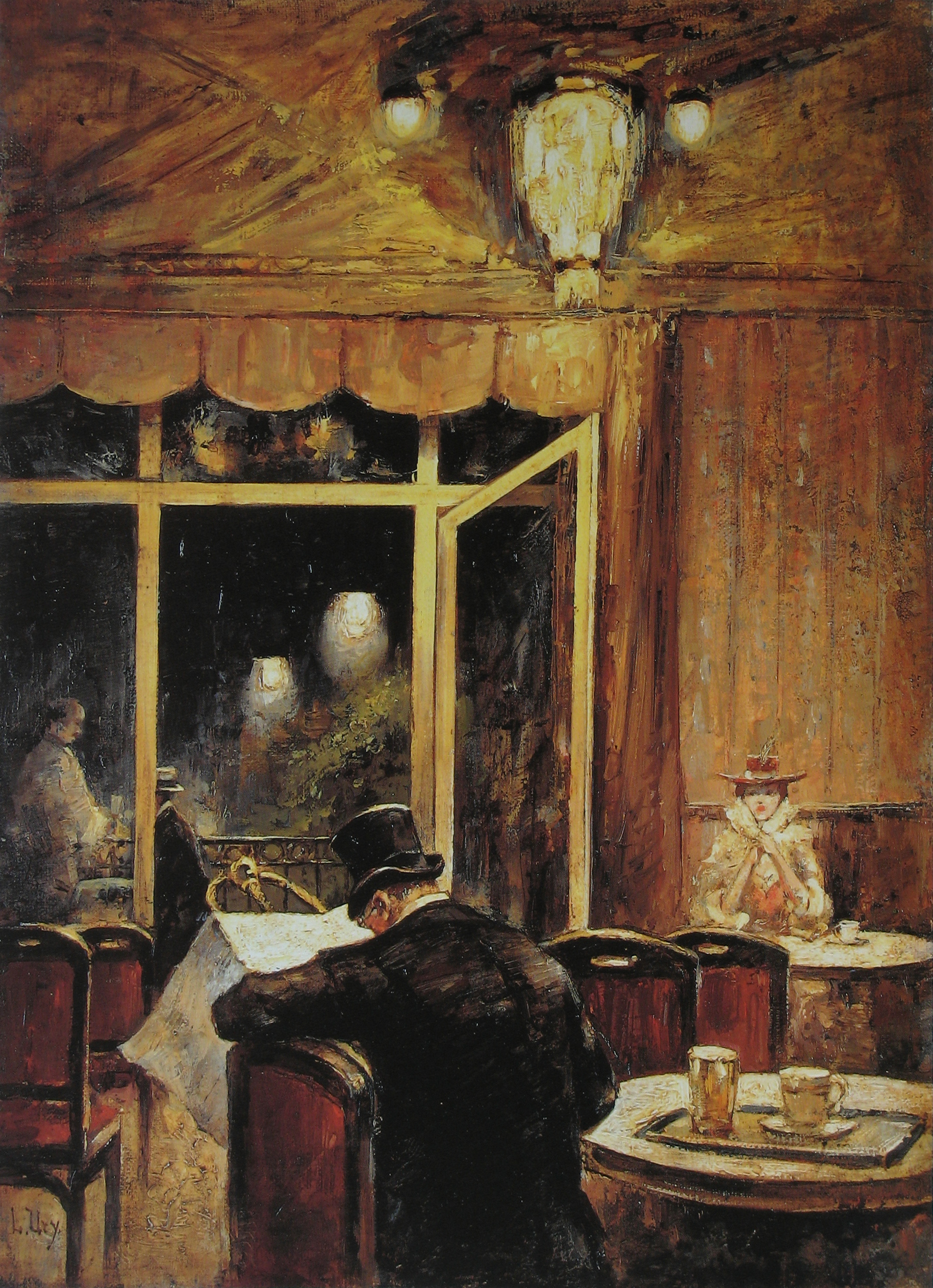
Abend im Café Bauer, 1898, Öl auf Leinwand, 35,5 × 26,5 cm
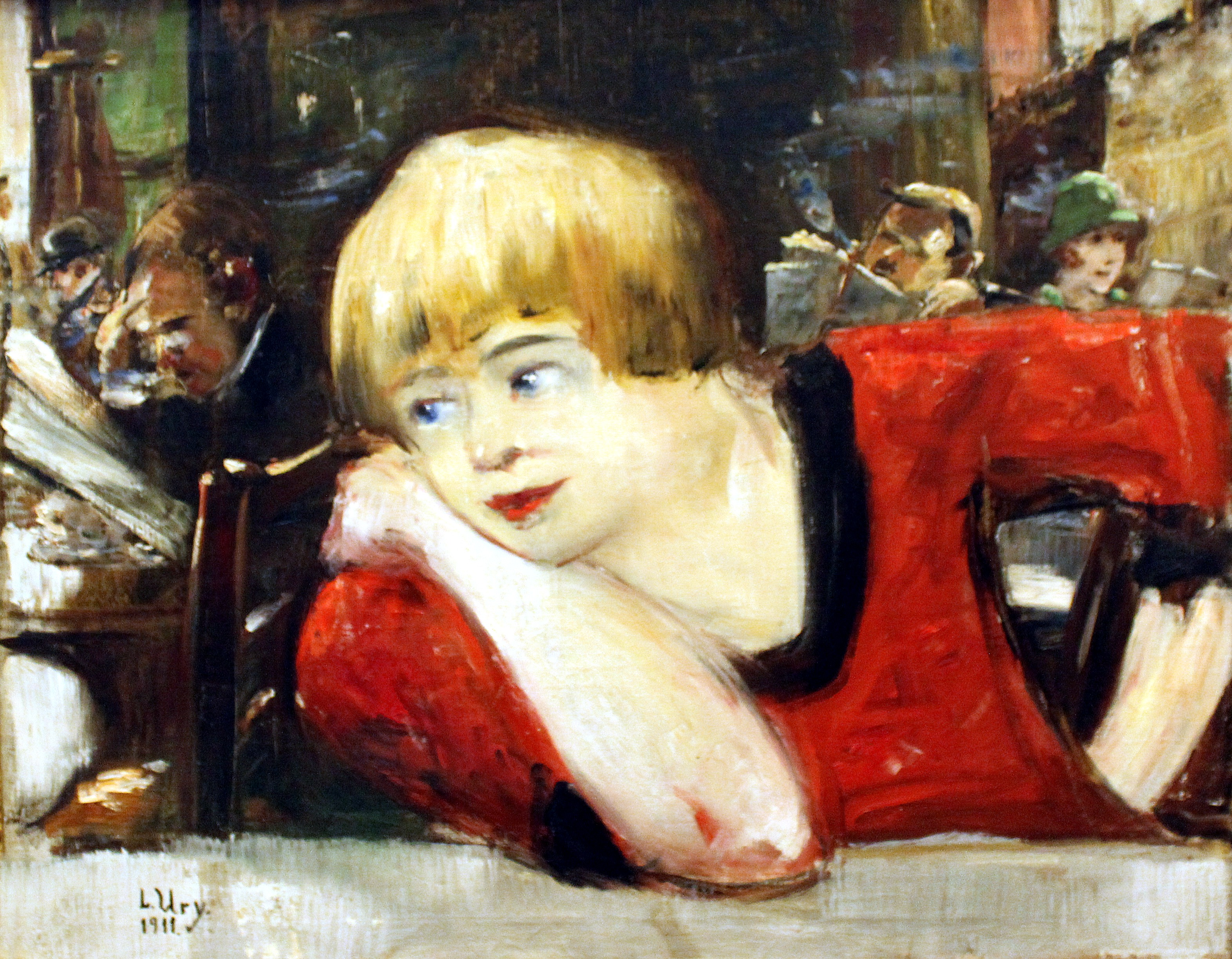
Im Café - Frau in Rot, 1911, Öl auf Leinwand, 46 × 57 cm (Alte Nationalgalerie)

### Landschaften
Die Landschaftsmalerei hat Ury ein Leben lang beschäftigt. Bereits mit Beginn seiner künstlerischen Laufbahn 1882 an der Académie Royale des Beaux-Arts in Brüssel unter Jean-Francois Portaels, danach in Paris unter Jules Joseph Lefèbvre hat er sich intensiv mit der Landschaftsmalerei auseinandergesetzt. Anlässlich wiederholter Aufenthalte in Italien entstanden leuchtende Landschaften, deren kräftige Farben die Wärme südlichen Lichts spürbar machen. 1912/13 unternahm er Reisen nach Holland – von den neu gewonnenen Natureindrücken zeugen Pastelle und Gemälde mit weiten Ausblicken und den charakteristischen Windmühlen. Die emotionale Qualität der Landschaften Urys, ihre melancholische Innenschau, wurde schon zu seinen Lebzeiten mit dem Begriff der Seelenlandschaft charakterisiert. Immer wieder suchte der Maler die Nähe der Natur, nach ruhigen, entlegenen fast unscheinbaren Motiven, die er in stimmungsvollem Kolorit festhielt. Atmosphärische Phänomene beschäftigten Ury ebenso wie mit den Tageszeiten wechselnde Stimmungen – eine interessante Parallele zu den auf den ersten Blick so gegensätzlich erscheinenden Großstadtbildern. Urys Vorliebe galt zumeist den Zeiten des Übergangs, dem Sonnenaufgang und der Dämmerung, dem heraufziehenden Gewitter oder dem Aufklaren des Himmels nach einem Regenguss. Die Stärke seiner Bilder liegt in der Auflösung des gegenständlichen Bildmotivs zugunsten des Atmosphärischen, was an die späten Landschaften Corots erinnert. Dazu schrieb der Philosoph Martin Buber: „Die Landschaften Ury’s sind so außerinhaltlich, so visionär, dass sie sich nur sehen und fühlen, kaum besprechen lassen“.
Galerie (Auswahl):

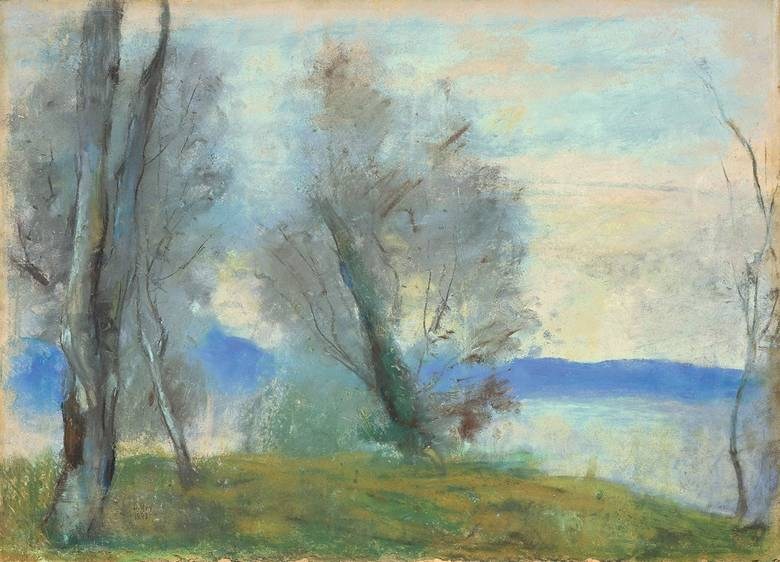
Am Gardasee, 1897, Pastell auf Papier, 35,5 × 49 cm
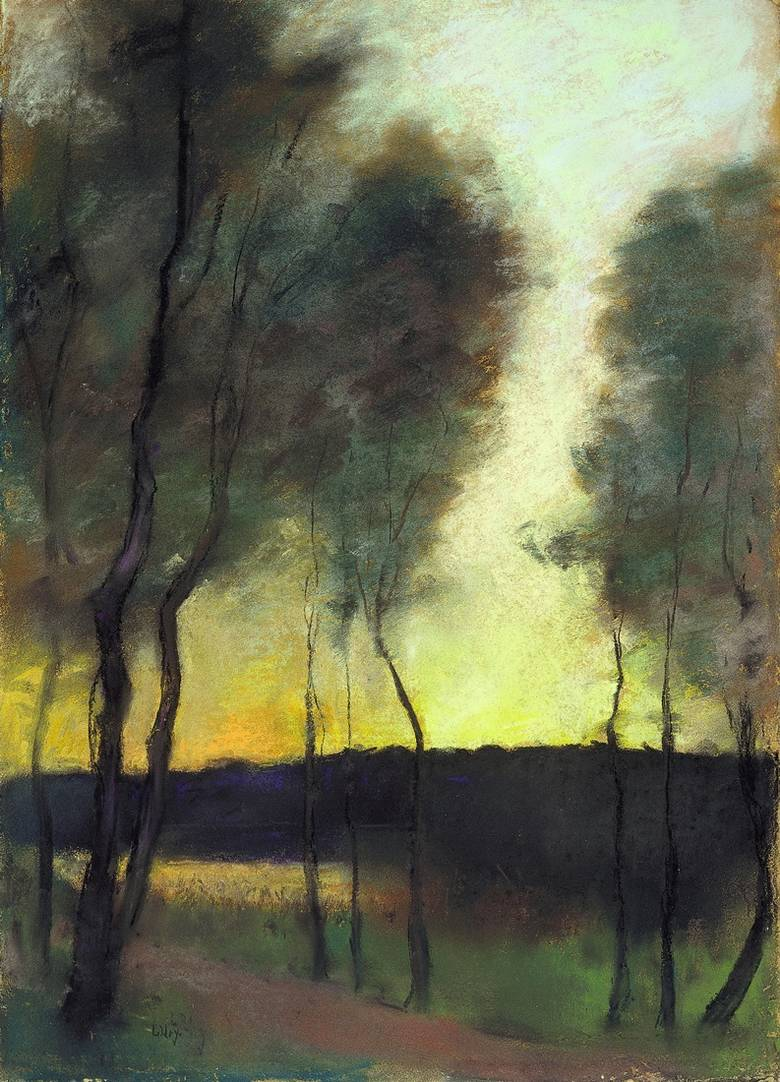
Herbststimmung am Grunewaldsee, 1902, Öl auf Leinwand, 100 × 70,2 cm
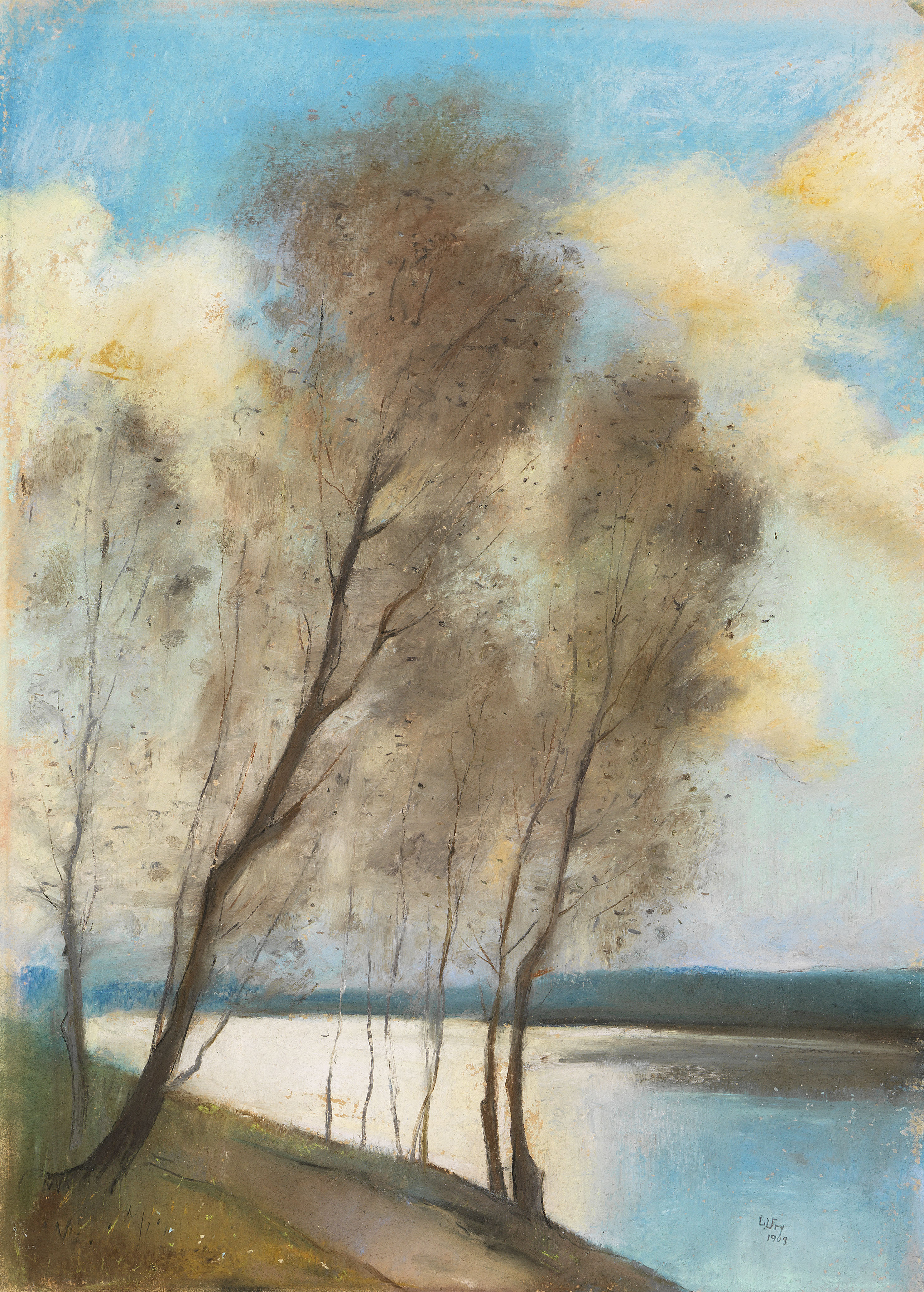
Frühling, 1903, Pastell auf Papier, 51,5 × 37 cm
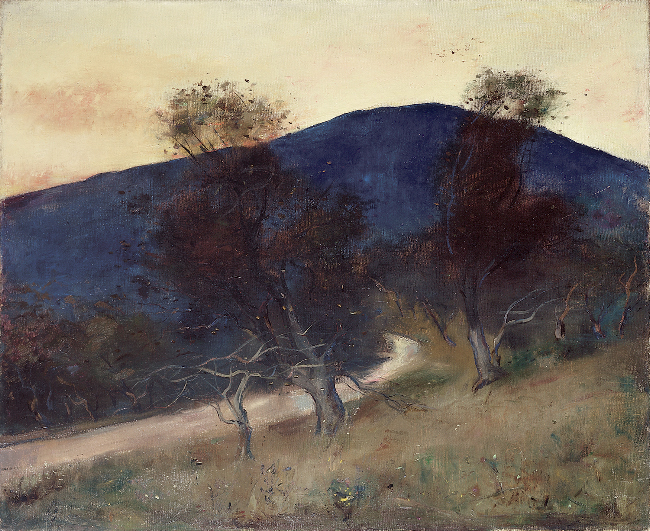
Der Blaue Berg, 1910, Öl auf Leinwand, 79 × 96 cm
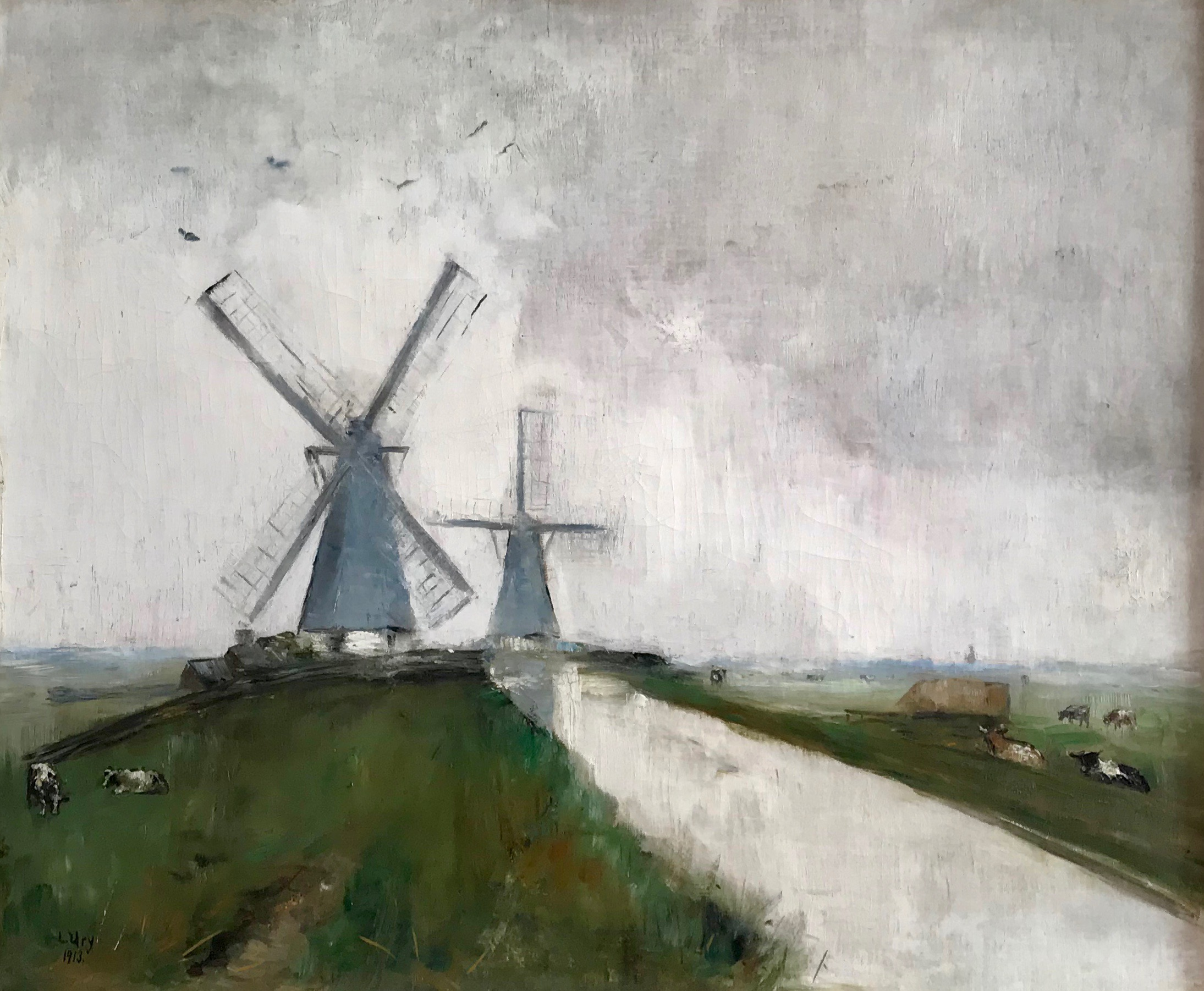
Holländische Landschaft, 1913, Öl auf Leinwand, 61,5 × 74,5 cm (Privatbesitz)
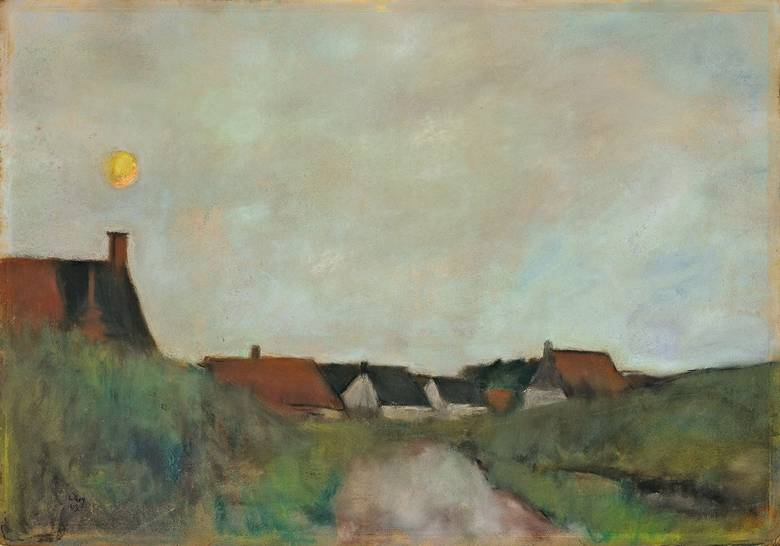
Domburg, 1913

Ohne Abbildung:
- 1897: Blick auf den Grunewaldsee
- 1909: Sonnenuntergang über dem Grunewaldsee (75 × 107 cm, Privatsammlung)

## Nachlass

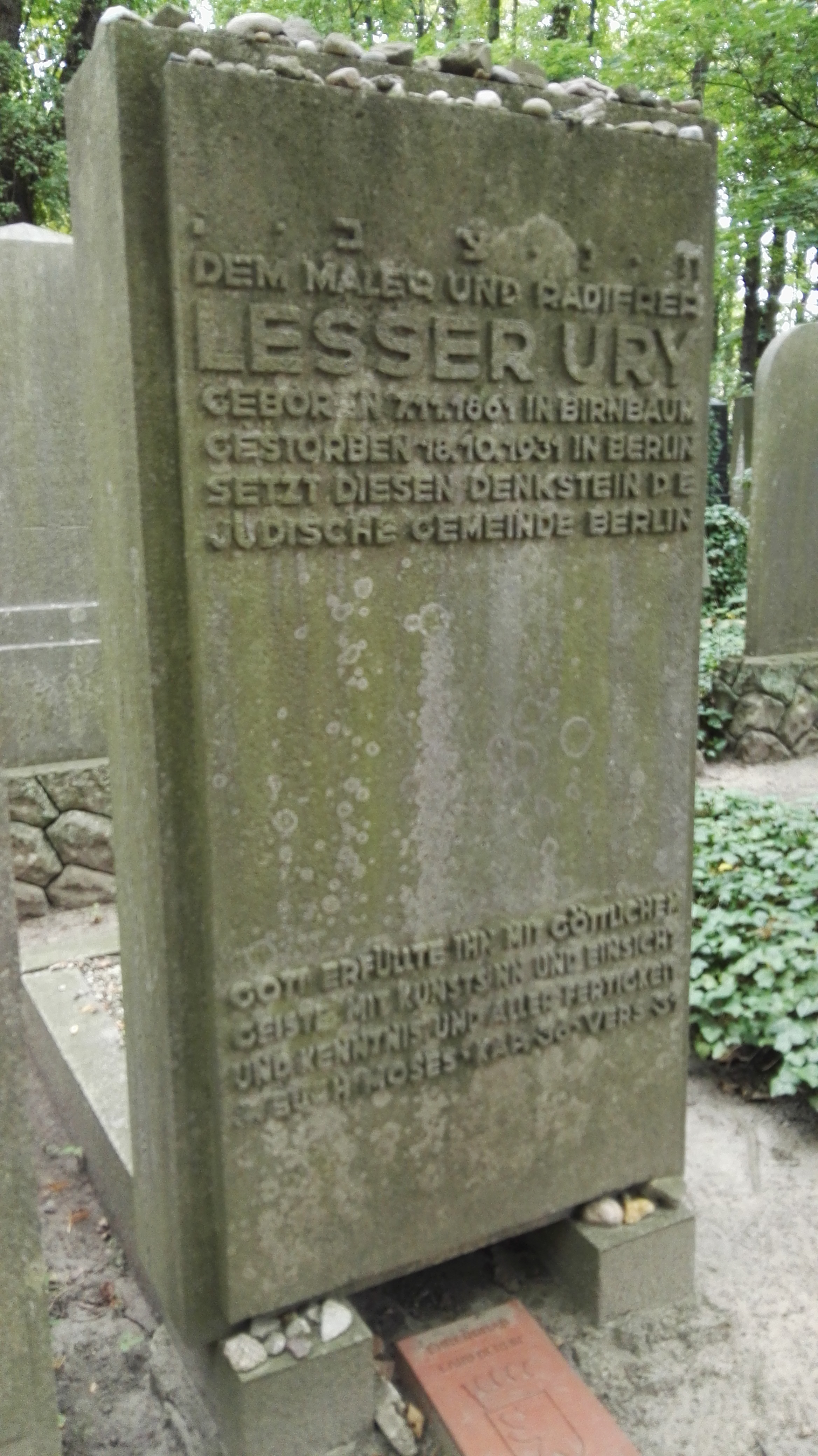
Ehrengrab Urys auf dem Jüdischen Friedhof Berlin-Weißensee

Eine weit verbreitete, aber falsche Legende besagt, dass die Hälfte von Urys Werk durch die Nationalsozialisten und den Zweiten Weltkrieg zerstört worden sei. Nach seinem Tod wurden in seinem Atelier vielmehr eine Vielzahl von Bildern und 30.000 Reichsmark (RM) entdeckt. Die meisten Bilder des Nachlasses wurden im Oktober 1932 beim Auktionshaus Paul Cassirer von Privatleuten ersteigert. Viele seiner Bilder befinden sich daher noch heute in Privatsammlungen.
Ein Beispiel hierfür ist die im April 2014 in der Sendung Kunst und Krempel vorgestellte Pastellzeichnung einer Straßenszene am Berliner Alexanderplatz aus den 1910er Jahren, die in der Sendung auf um die 130.000 € geschätzt wurde und Ende Juli 2017 bei der Versteigerung durch Christie’s in London einen Preis von umgerechnet 200.000 € erreichte (in Summe mit den Auktionsgebühren 245.000 €).
Die Nationalgalerie konnte 1964 das Pastell Verkehrsturm auf dem Potsdamer Platz (um 1925) aus Berliner Privatbesitz erwerben (heute im Kupferstichkabinett).

## Werkschauen
- Lesser Ury, Ausstellung Galerie Fritz Gurlitt, Berlin 1893.
- Lesser Ury, Ausstellung im Kunstsalon Pisko, Wien 1902.[8]
- Urys Lebenswerk, Sonderausstellung, Galerie Schulte - Unter den Linden, Berlin 1914.[9]
- Lesser Ury, Sonderausstellung der Berliner Secession, Berlin 1922.
- Lesser Ury. Die Gedenkausstellung, Nationalgalerie, Berlin 1931.[10]
- Lesser Ury, The Jewish Museum, New York 1951.
- Lesser Ury 1861–1931, Oils, Pastels, Gouaches, Watercolors, Drawings and Prints. The Leo Baeck Institute, New York 1973.
- Ein Berliner Maler - Lesser Ury (1861–1931) poetischer Chronist der Großstadt, 123. Ausstellung im BATIG-Haus, Hamburg 1989.
- Lesser Ury, Zauber des Lichts, Käthe-Kollwitz-Museum, Berlin 1995.
- Lesser Ury und das Licht, Museum für Kunst und Technik des 19. Jahrhunderts im LA8, Baden-Baden, 2014.[11]
- Max Liebermann und Lesser Ury. Zweimal Großstadt Berlin. Liebermann-Villa, Berlin 2019.[12]
- Lesser Ury: Der Einzelgänger unter den „Deutschen Impressionisten“. Max Slevogt-Galerie in der Villa Ludwigshöhe, 2019.